# Synagoge Lübeck

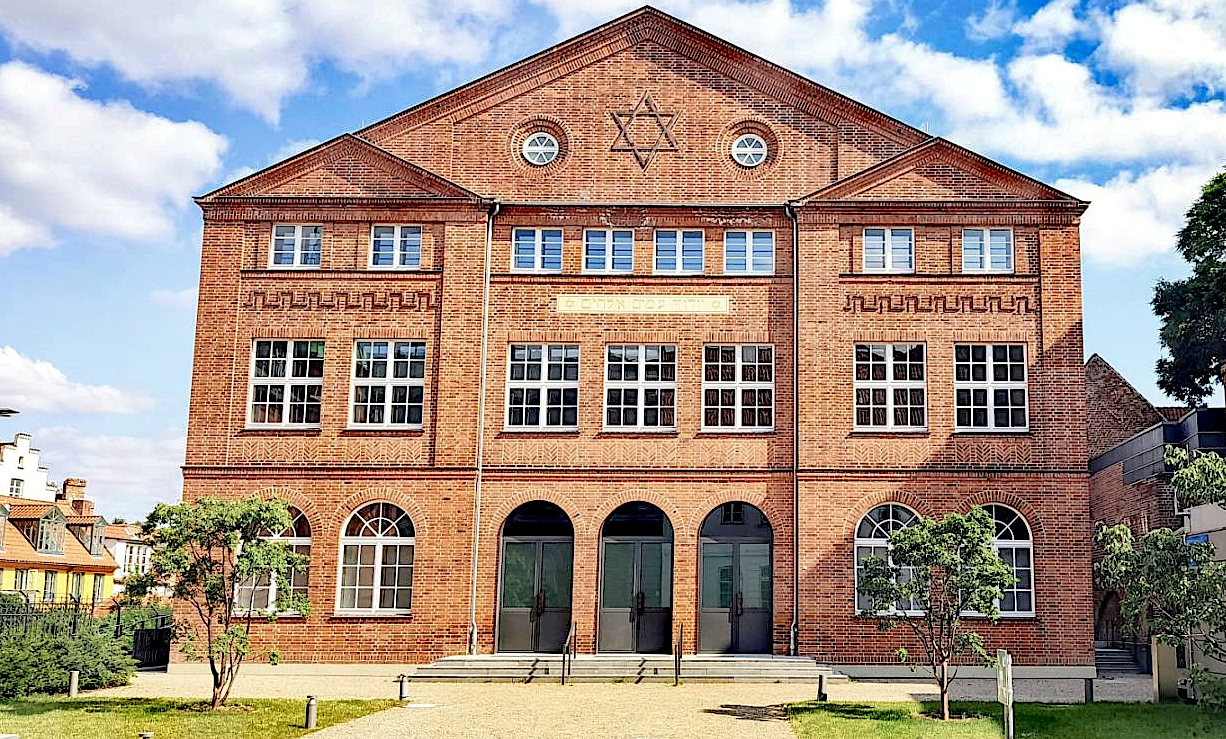
wiedereröffnete Synagoge in Lübeck, 2021

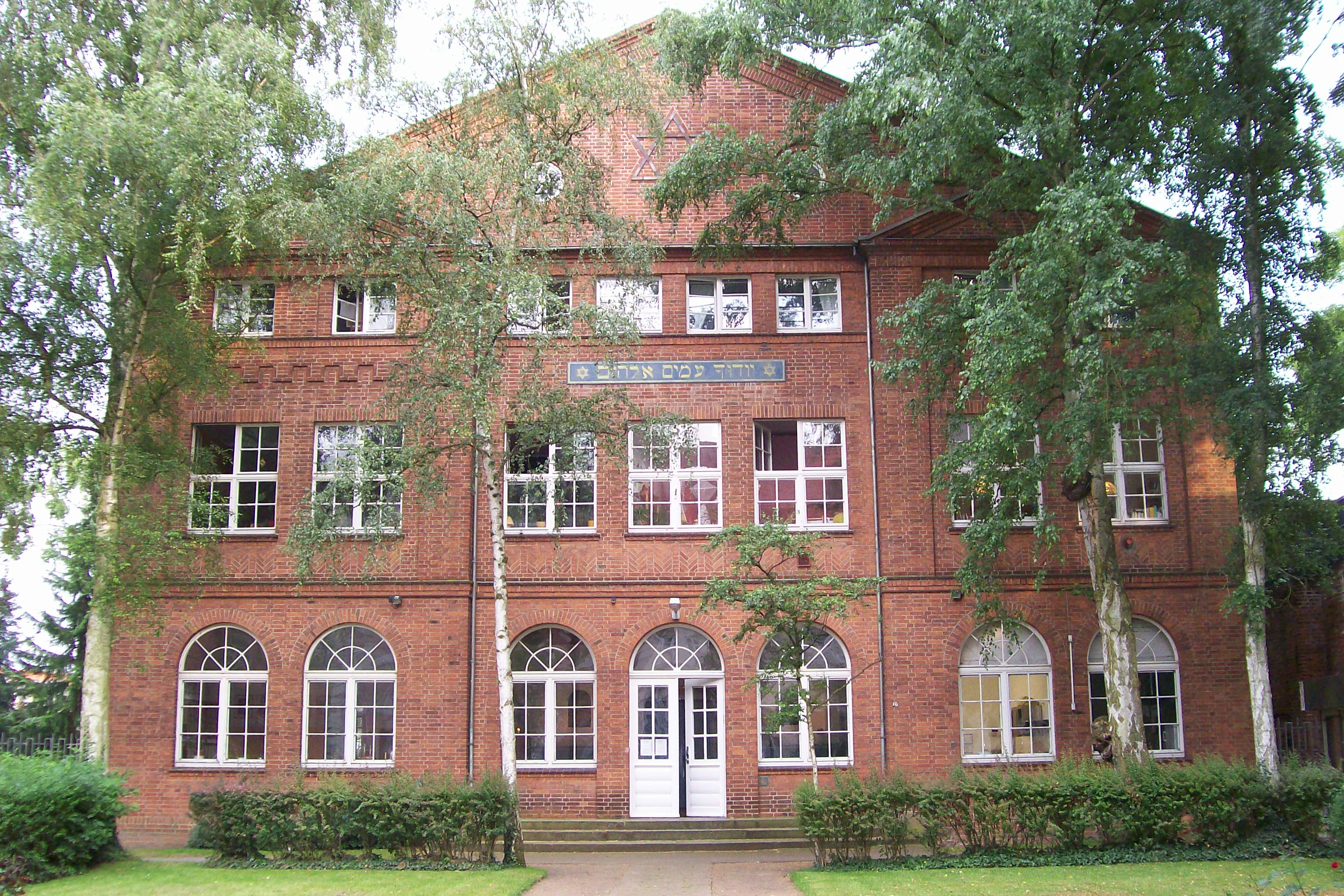
Die Synagoge in Lübeck, 2007

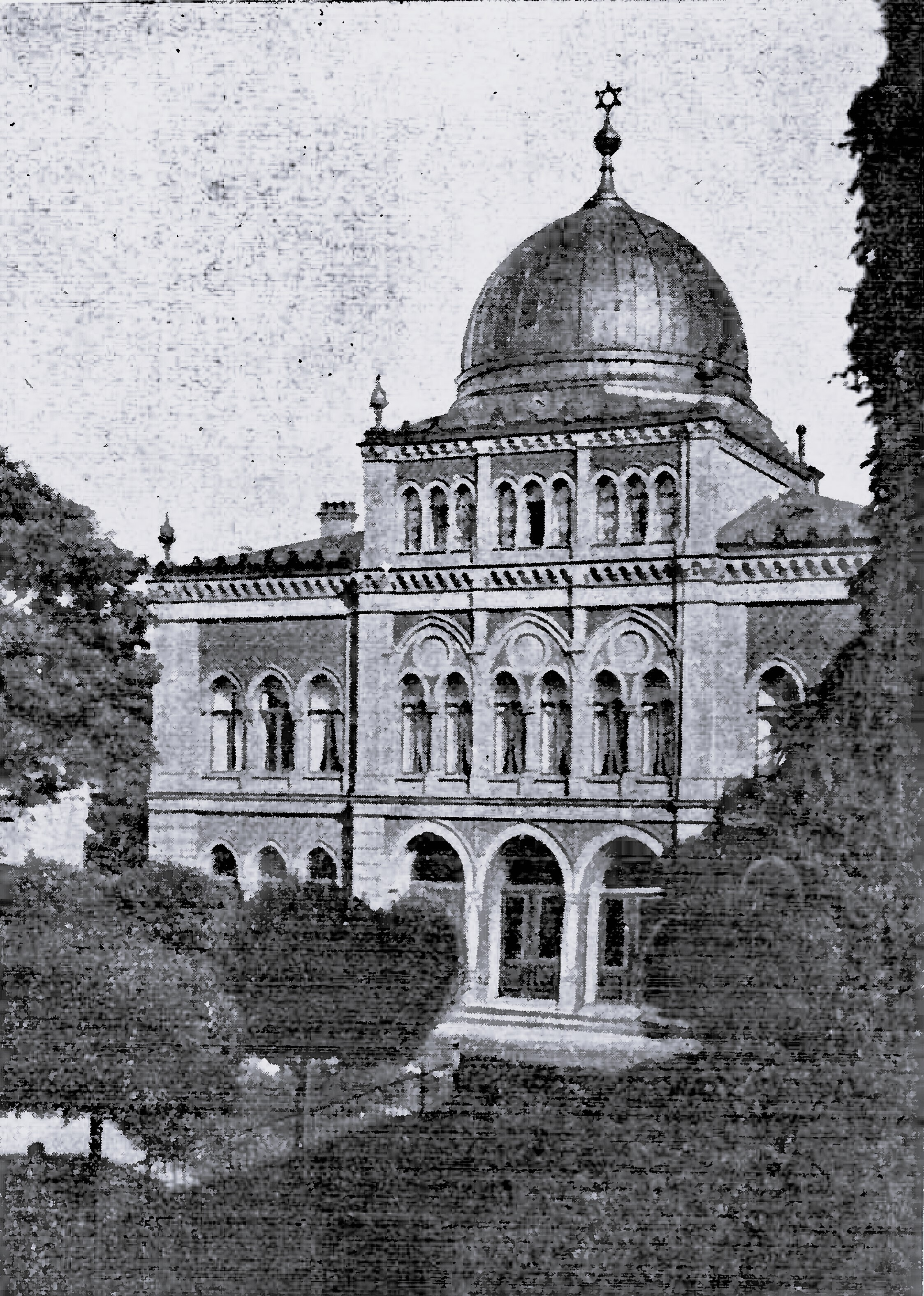
Synagoge in Lübeck, 1930

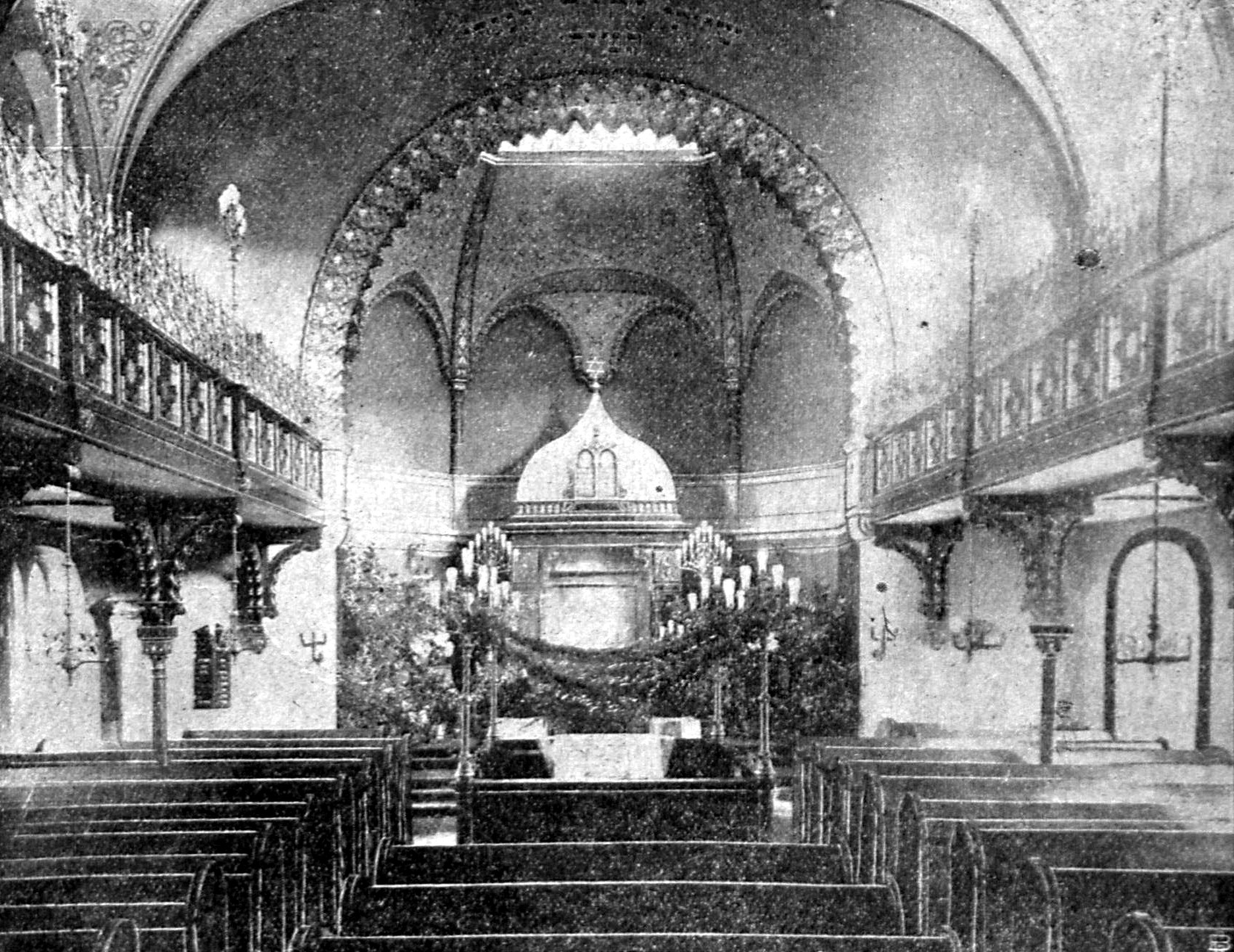
Das Innere zum 25-jährigen Bestehen der Synagoge

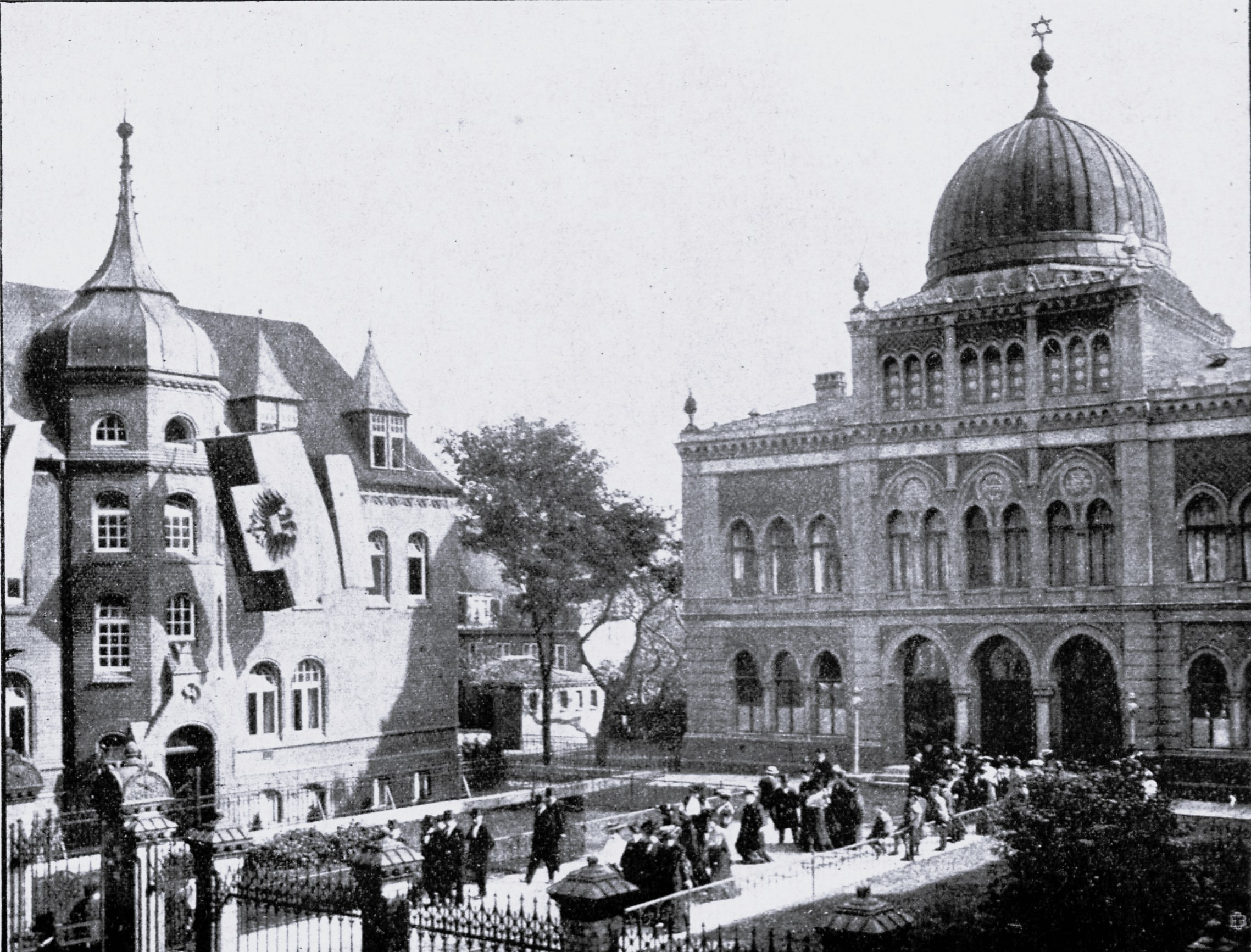
Einweihungsfeier des Lübecker Israelitischen Heims am 27. September 1904

Die Synagoge Lübeck, heute auch Carlebach-Synagoge genannt, liegt in der Lübecker Altstadt, St.-Annen-Straße 13, zwischen der evangelisch-lutherischen Aegidienkirche und dem benachbarten St.-Annen-Kloster, das heute ein städtisches Museum ist. Sie ist das einzige vollständig erhaltene jüdische Gotteshaus in Schleswig-Holstein und wurde nach ihrem ersten Rabbiner Salomon Carlebach (1845–1919) benannt.

## Geschichte

### Ort
Auf dem Areal, auf dem später die Synagoge errichtet werden sollte, befand sich im 14. Jahrhundert der größte Ackerhof Lübecks, der später als Ritterhof bezeichnet wurde. Von 1786 bis 1811 befand sich dort die königliche Post des Kurfürstentums Hannover.
Die jüdische Gemeinde erwarb das Grundstück 1862 und ließ die darauf stehenden Gebäude abreißen.

### Vorgeschichte
Die am 20. September 1876 niedergesezte aus Theodor Schorer, Heinrich Alphons Plessing, Jac. Ant. Friedr. Grube, Georg Wilhelm Stange und August Sartori bestehende Kommission zur Begutachtung des Senatsantrages, 30.000 ℳ an die israelitische Gemeinde als Beihilfe zum Bau einer Synagoge und Schule zu bewilligen, hat unter dem 18. Oktober einen gedruckten Bericht erstattet und in demselben dem Bürgerausschuss empfohlen, den Senatsantrag abzulehnen.
1. die Kommissionerachtete  es nicht als angemessen, für besondere konfessionelle Schulen einen Staatsbeitrag zu befürworten. Die Notwendigkeit wurde für die israelitische Gemeinde nicht anerkannt.
2. die Kommission hatte sich durch Augenschein davon überzeugt, dass das von der Gemeinde benutzte Lokal in der Wahmstraße für die Bedürfnisse derselben, wenn einige bauliche Veränderungen vorgenommen würden, vollkommen genüge.

Der Raum für dieselben sei hinreichend vorhanden, und die Mittel würden nicht fehlen, wenn die Gemeinde ihr Grundstück in der St.-Annen-Straße veräußerten. Dieses wäre entbehrlich, sobald die Synagoge in der Wahmstraße verbliebe.

### Baugeschichte
Mit dem Bau der Synagoge wurde am 15. Juli 1878 begonnen. Die Bauleitung oblag dem Lübecker Architekten Ferdinand Münzenberger (1846–1924) im Büro Münzenberger und Dalmer. Münzenberger, der sich auf große öffentliche Bauten spezialisiert hatte und auch das Haus Königstraße 1–3 der Lebensversicherungsgesellschaft sowie das Postgebäude am Markt entwarf, errichtete die Synagoge im maurischen Stil mit einer Kuppel. Die Innenausmalung übernahm der Maler C. Feldmann. Am 10. Juni 1880 nahm der gesamte Lübecker Senat an der Einweihung teil, und der präsidierende Bürgermeister Heinrich Theodor Behn vollzog die Eröffnung des Hauses. Bei dem seinerzeit gebildeten feierlichen Festzug trat eine außerplanmäßige, komische Episode ein. Diesem schritt ein Mädchen mit einem Atlaskissen, auf dem der eigens angefertigte vergoldete Schlüssel getragen werden sollte, voran. Nachdem der Bürgermeister in einem Gedicht gebeten worden war, den Tempel zu erschließen, war der Schlüssel nicht zur Hand. Man hatte in der Aufregung vergessen, den Schlüssel auf das Kissen zu legen.
Seit 1904 bereicherte das Israelitische Heim in unmittelbarer Nachbarschaft die Stadt.
Am Sonnabend, dem 1. Juli 1905 feierte die israelitische Gemeinde den – nach jüdischem Kalender – 25. Jahrestag der Einweihung. Die Synagoge, die im vorhergehenden Jahr durch den Malermeister Both neu ausgemalt worden war, wurde zu diesem Zweck mit Blumen, Blattpflanzen und Girlanden festlich ausgestattet und war, trotz einer großen Hitze, in fast allen Räumen gefüllt. Die etwa einstündige Festpredigt wurde von dem schon vor 25 Jahren im Amt befindlichen Rabbiner Salomon Carlebach, dessen Namen die Synagoge heute trägt, gehalten.
Er knüpfte an den gerade zur Verlesung gelangten Wochenabschnitt aus dem Pentateuch an – der Bericht der Kundschafter bzw. das Aufbegehren des Volkes (4 Mos 13/14 ) –, dem Mose die Hauptschuld beimaß an jenem für die Israeliten in der Wüste so verhängnisvollen Ereignis, und zog daraus die Lehre, dass allerorten die Häupter die Verantwortung tragen für die von ihnen gebilligten oder nicht verhinderten Maßnahmen, die hiesige Israelitengemeinde aber sich glücklich preisen könne, dass in ihr in den abgelaufenen 25 Jahren stets Einvernehmen zwischen der Gemeinde und seiner Leitung herrschte. Ein Hamburger Mäzen der Gemeinde und Freund des Rabbiners hatte einen neuen prachtvollen Thora-Rollen-Schmuck gestiftet, der bei der Feier eingeweiht wurde. Des Weiteren spendete er 100 Mark zur sofortigen Verteilung an die Armen der Gemeinde.
In der Pogromnacht 1938 wurde die Synagoge zwar geschändet, aber nicht angezündet, da sie bereits zum Verkauf an die Stadt Lübeck vorgesehen war. Offiziell galt die dichte Bebauung der Innenstadt und der Nachbarschaft zum St.-Annen-Museum als Grund dafür, dass sie nicht in Flammen aufging. Stattdessen wurde sie „nur“ in ihrem Inneren zerstört. Danach wurde sie in eine Sporthalle umgewandelt.
Ihre neue Fassade wurde nach Plänen des damaligen Stadtbaudirektors und obersten Denkmalpflegers Lübecks, Hans Pieper, umgebaut. So wurden in den Jahren von 1939 bis 1941 die prächtigen maurischen Stilelemente sowie die Kuppel entfernt. Die Sporthalle besaß eine schlichte Backstein-Fassade.
Seit der Nachkriegszeit weisen ein Davidstern im Giebel und der Psalmvers 67,4 in hebräischer Sprache (Es danken dir, Gott, die Völker Ps 67,4 ) auf die erneute Funktion als Synagoge hin. Der Innenraum wurde entsprechend dem früheren Zustand wiederhergestellt.
Durch das Aufschieben grundlegender Sanierungsarbeiten geriet die Synagoge in einen schlechten baulichen Zustand. Der Beginn der Sanierung wurde durch einen 2012 aufgekommenen Streit verzögert, ob die historische Fassade der Erbauungszeit wiederhergestellt werden soll oder nicht.

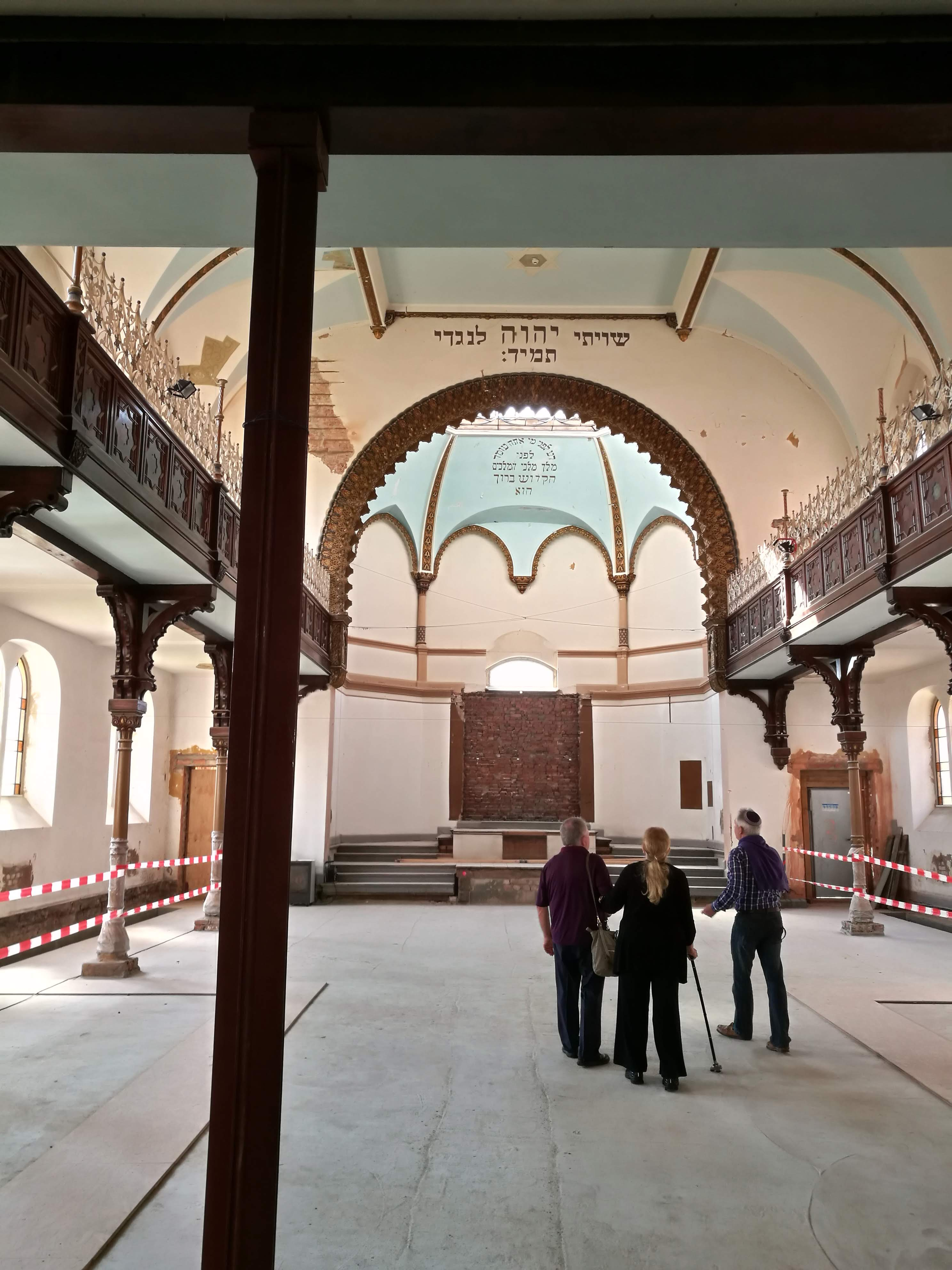
Inneres während der Restaurierung (2018)

2014 wurde mit der Sanierung der Synagoge begonnen, der Abschluss der Arbeiten war für Ende 2016 vorgesehen. Die veranschlagten Kosten in Höhe von 6,3 Millionen Euro trugen der Bund, das Land Schleswig-Holstein sowie Stiftungen. Wegen Geldmangels musste zwischenzeitlich die Arbeit eingestellt werden. Im November 2016 genehmigte der Haushaltsausschuss des Bundestags für weitere Rekonstruktionsarbeiten 2,5 Millionen Euro.
Ein Jahr nach Abschluss der Sanierungsarbeiten wurde die Carlebach-Synagoge mit einem Festakt am 12. August 2021 mit circa 100 geladenen Gästen offiziell wiedereröffnet. Es nahmen unter anderem der Präsident des Zentralrats der Juden in Deutschland, Josef Schuster, Kulturstaatsministerin Monika Grütters (CDU), Ministerpräsident Daniel Günther (CDU), Dov-Levi Barsilay (Landesrabbiner der Jüdischen Gemeinschaft Schleswig-Holstein) und Armin Mueller-Stahl (Ehrenbürger Schleswig-Holsteins) teil. Die eigentliche Eröffnungsfeier war im Jahr 2020 aufgrund der COVID-19-Pandemie abgesagt worden.

### Gemeinde
Der Gemeinderabbiner war seit 1870 Salomon Carlebach. Nach seinem Tode folgte ihm zuerst sein Sohn Joseph Carlebach und 1921 David Alexander Winter im Amte. Der Letztgenannte verblieb bis 1938 in dem Amt und sollte dort für 77 Jahre der Letzte gewesen sein.
Die Jüdische Gemeinde Lübeck e. V. hatte 2010 rund 800 Mitglieder, von denen mehr als 95 Prozent aus der ehemaligen Sowjetunion stammen. Sie ist seit dem 1. Januar 2005 selbstständig und gehört der Jüdischen Gemeinschaft Schleswig-Holstein K.d.ö.R. – Landesverband der Jüdischen Gemeinden Lübeck, Kiel und Region sowie Flensburg an. Seit dem 20. November 2005 gehört der Landesverband dem Zentralrat der Juden in Deutschland an.
Mit dem in Jerusalem geborenen Yakov Yosef Harety erhielt die Gemeinde 2015 wieder einen hauptamtlichen Rabbiner. Harety, der aus einer Rabbinerfamilie stammt, absolvierte sein Studium in Israel, verbrachte als junger Rabbiner ein Jahr in Russland und spricht deswegen Russisch. Seit 2003 lebt er in Deutschland und leitete vor seinem Wechsel nach Lübeck Gemeinden in Hannover, Fürth und Wolfsburg.

### Brandanschläge
Hatte man es 1938 vermieden, die Synagoge niederzubrennen, wurde es in den 1990er Jahren zweimal versucht.
Am 25. März 1994 wurde der erste Brandanschlag auf eine Synagoge in Deutschland seit der Pogromnacht im Jahr 1938 verübt. Es wurde hierfür ein Molotowcocktail verwendet. Wegen des weltweiten Aufschreis über das rechtsextremistische Attentat zog die Bundesanwaltschaft die Ermittlungen an sich und konnte die vier Täter ermitteln. Diese wurden durch Urteil des Oberlandesgerichtes Schleswig vom 13. April 1995 zu Freiheitsstrafen zwischen zweieinhalb und viereinhalb Jahren verurteilt.
Etwa ein Jahr später, am 7. Mai 1995, kam es zu einem weiteren Brandanschlag auf die Synagoge. Der in Brand gesteckte angrenzende Schuppen brannte hierbei vollständig aus. Die Ermittlungen erbrachten keine Hinweise auf mögliche Täter und wurden im August 1997 eingestellt.